# دنیز دوگان
دنیز دوگان (انگلیسی: Deniz Doğan؛ زادهٔ ۲۰ اکتبر ۱۹۷۹) بازیکن فوتبال اهل ترکیه است..
از باشگاه‌هایی که در آن بازی کرده‌است می‌توان به باشگاه فوتبال آینتراخت برانشوایگ و باشگاه فوتبال اسنابروک اشاره کرد.